# 賽馬會創意藝術中心
22°20′05″N 114°09′56″E / 22.3346°N 114.1656°E

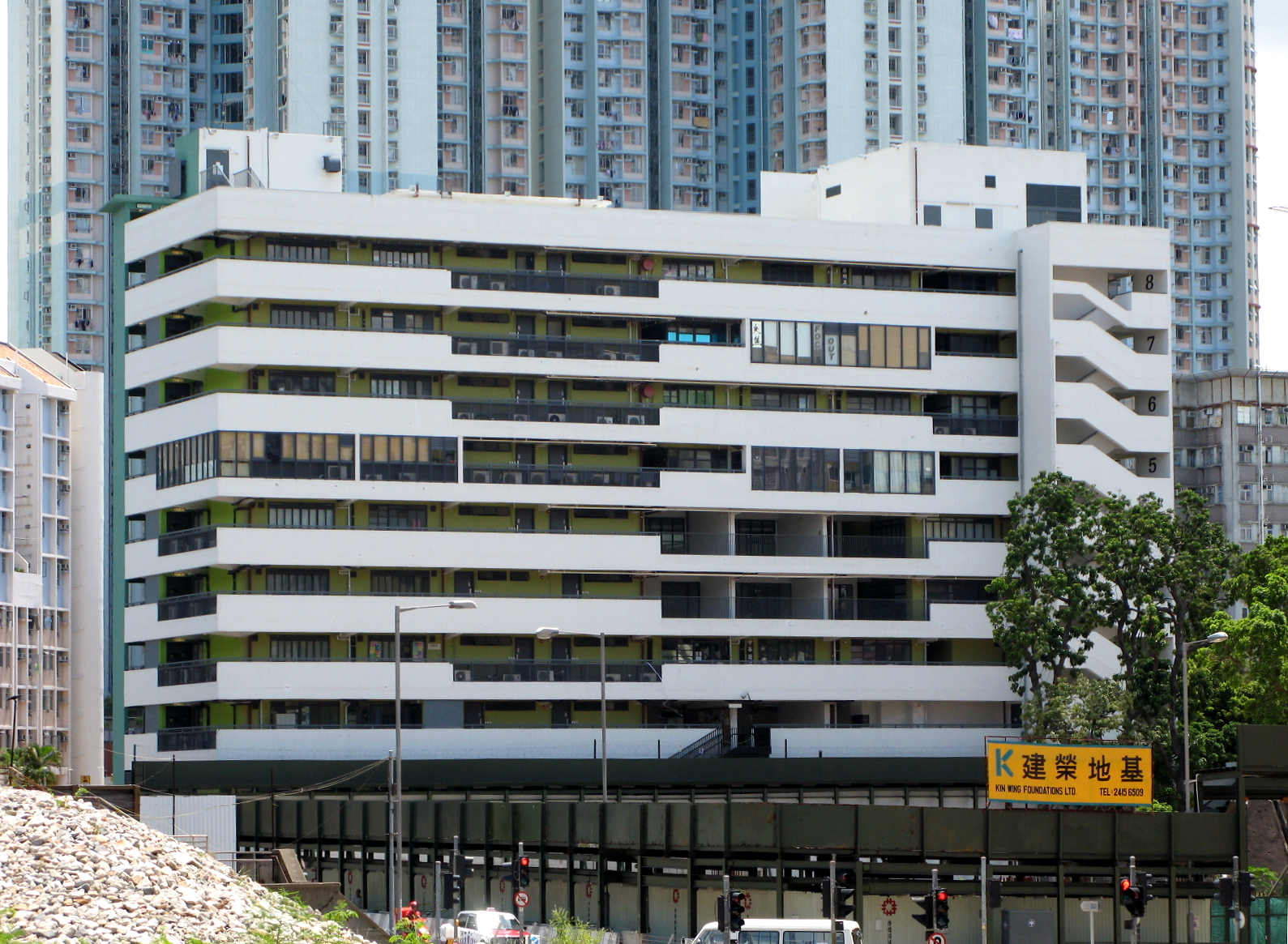
由前石硤尾工廠大廈改建的賽馬會創意藝術中心

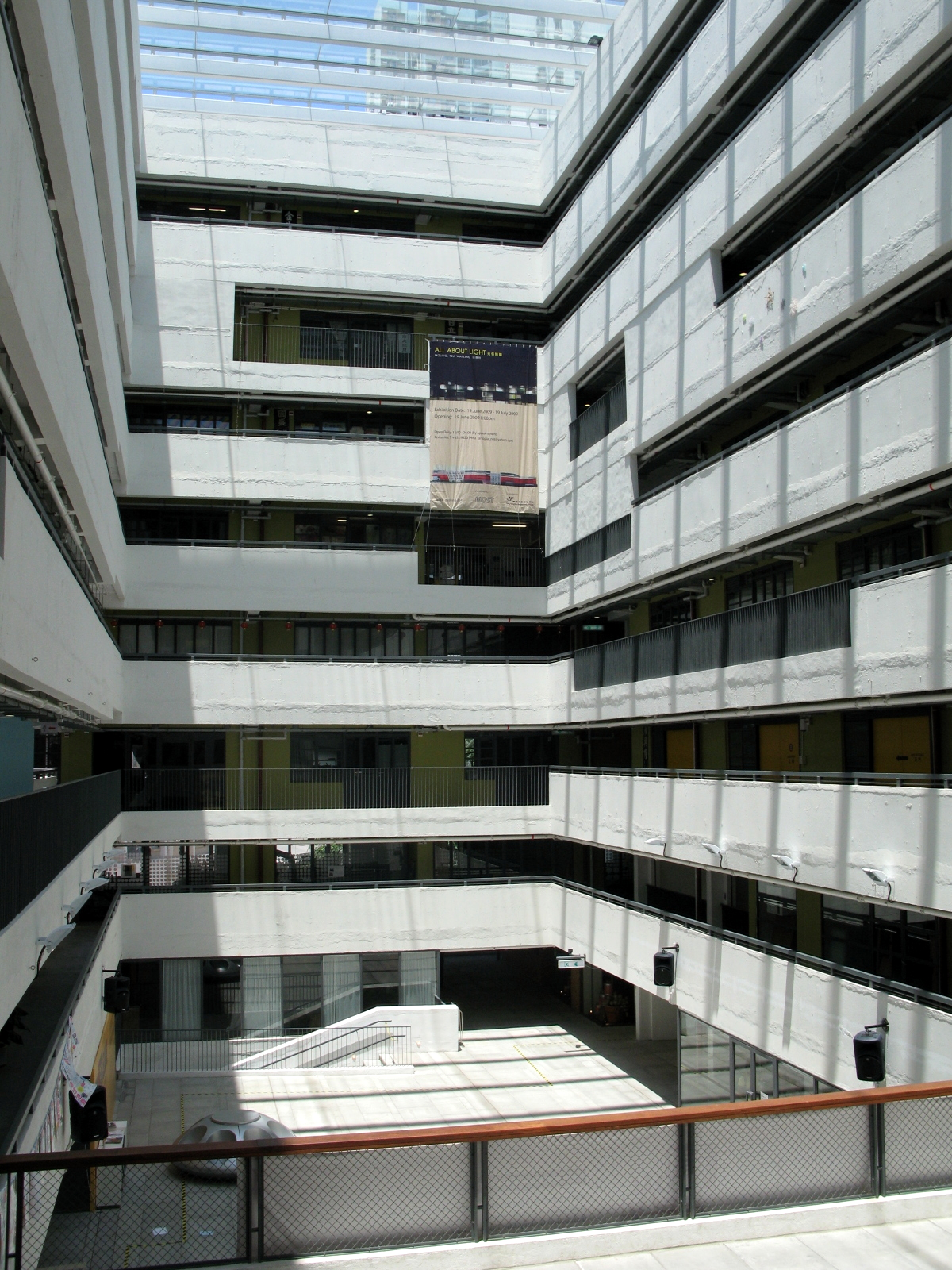
藝術中心中庭

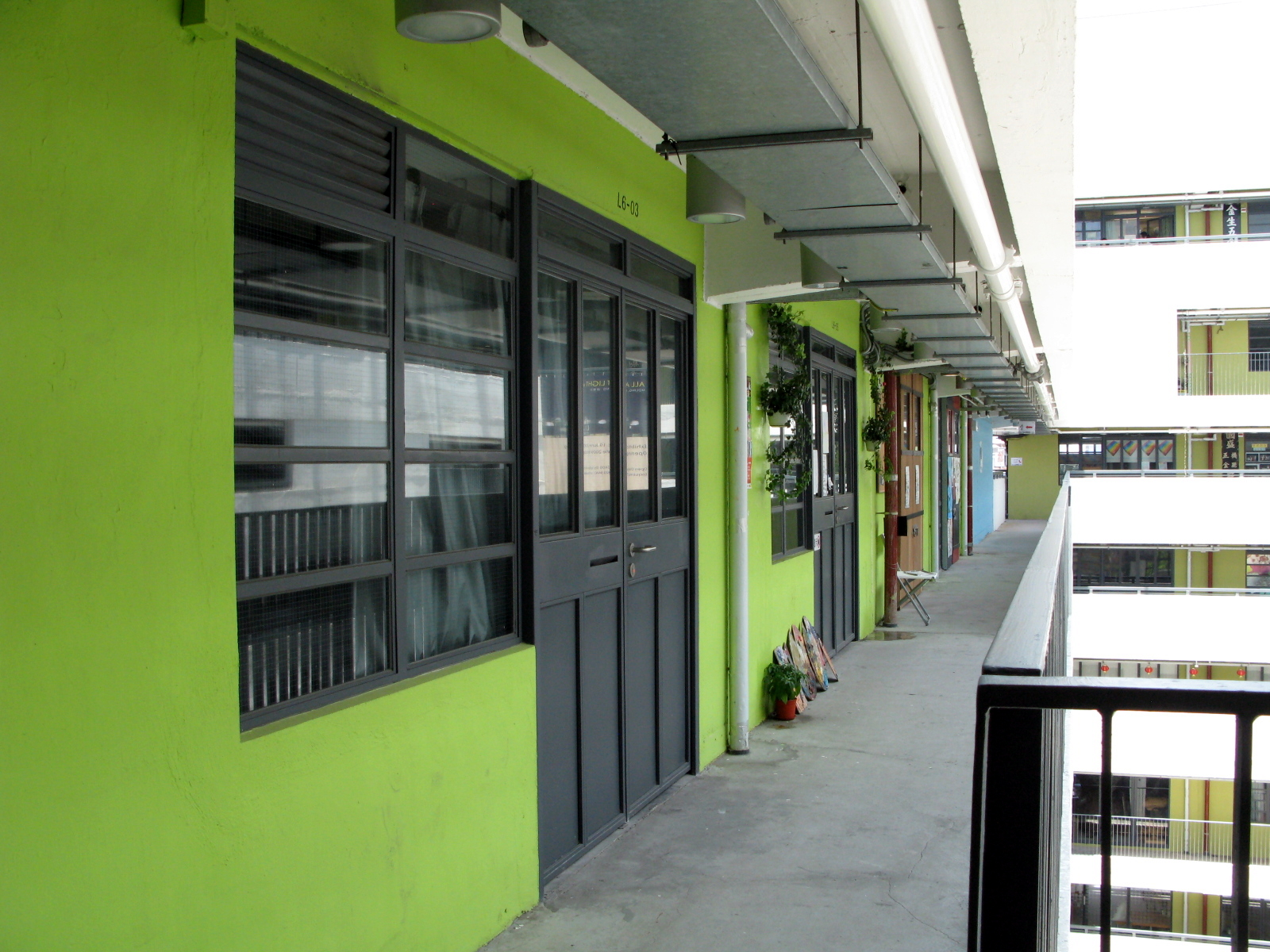
藝術中心六樓通道

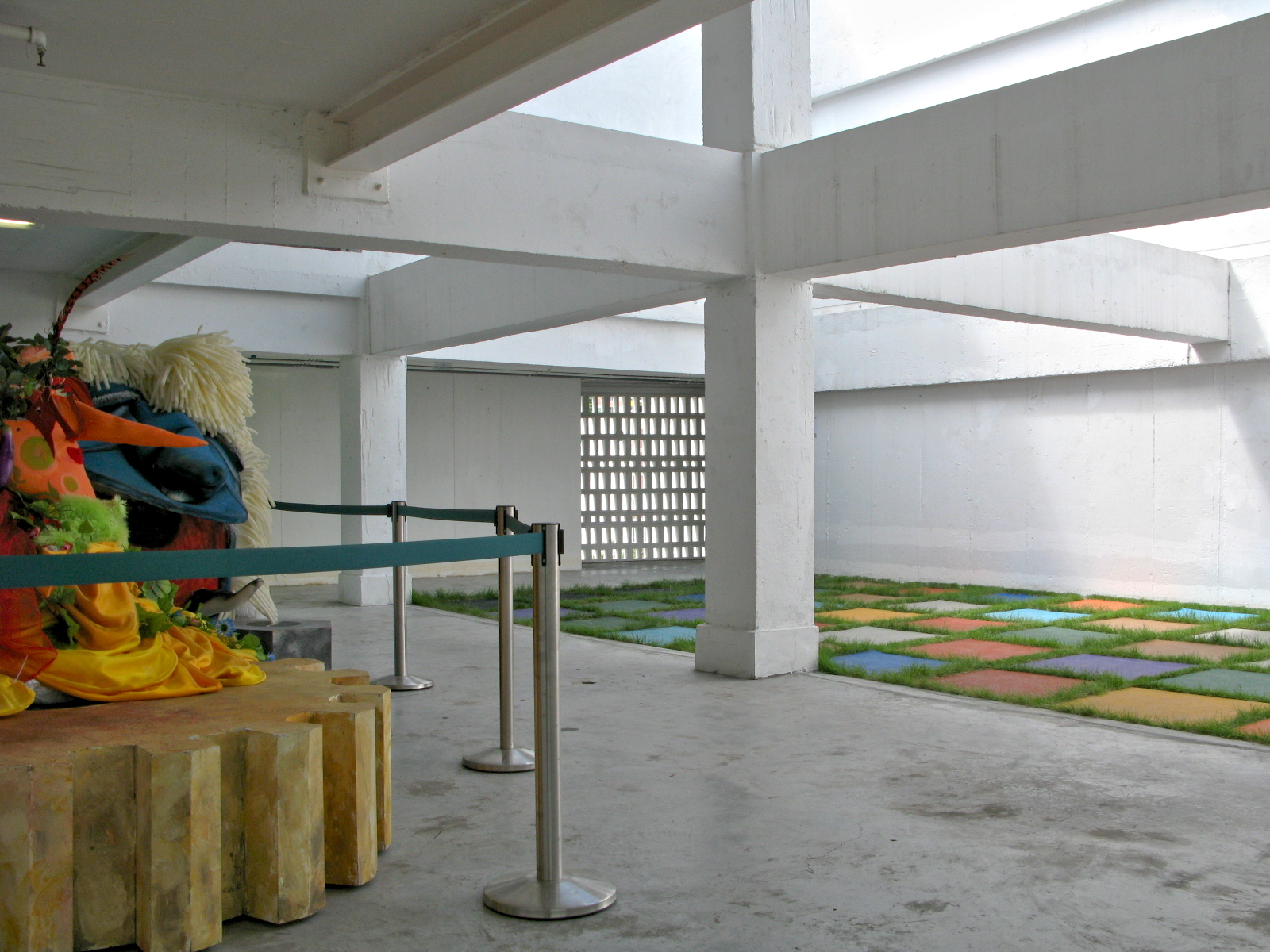
藝術中心七樓共用空間

賽馬會創意藝術中心（The Jockey Club Creative Arts Centre，JCCAC）是一個致力推動香港創意藝術發展的嶄新藝術項目，位於九龍深水埗石硤尾白田街30號，由香港房屋委員會的前石硤尾工廠大廈改建。賽馬會創意藝術中心由香港浸會大學主導，香港藝術發展局和香港藝術中心為策略夥伴，香港賽馬會慈善信託基金資助，民政事務局作為政府支援機構。藝術中心於2008年9月尾對外開放。
香港特區政府以期限七年託管協議（Entrustment Agreement）形式把賽馬會創意藝術中心的經營權交予香港浸會大學，中心以自負營虧模式運作並對外開放，除藝術創作外，駐中心的藝術工作者及團體會合作為公眾提供藝術教育和訓練，以至與藝術有關的商業活動。

## 設施
賽馬會創意藝術中心由樓高9層的石硤尾工廠大廈改建而成，可供租用面積約11萬平方呎（不包括天台面積），中心獲香港賽馬會慈善信託基金提供6,940萬港元捐款及以2,500萬元為上限的補助撥款，用以資助翻新和改裝大廈工程及部份啟動費用。翻新和改裝大廈工程建築顧問由巴馬丹拿建築及工程有限公司（P & T Architects and Engineers Ltd.）出任，而MDFA建築師事務所（Meta4 Design Forum Ltd.）負責室內設計。
石硤尾工廠大廈於1977年建成，自2000年起開始空置，總實用面積8,640平方米。中心的設計盡力保留原石硤尾工廠大廈的特色，在翻新物料上也會盡量保持七十年代工廈的粗樸風格，地面也是「石屎」質地，底層樓底高度14呎9吋（4.5公尺），上層每層為8呎3吋（2.5公尺），負重限制為每平方呎150磅。其中約5萬平方呎提供約100個中、小型單位租予藝術工作者及藝術團體，另外約3萬平方呎提供約6至7個大型單位租予藝術機構，小單位面積由291至385平方呎；中型單位面積由483至804平方呎；大單位面積由874至1,040平方呎；最大的單位面積則由1,298至1,326平方呎，中心附設3個藝廊及1個實驗劇場、食肆、藝廊精品軒及其他商店。中央庭園提供1個表演場地，用作舉辦小型藝術及文化活動之用。大廈每層亦設有一個共用空間，擺設雕塑及舉辦活動。

## 改建圖集

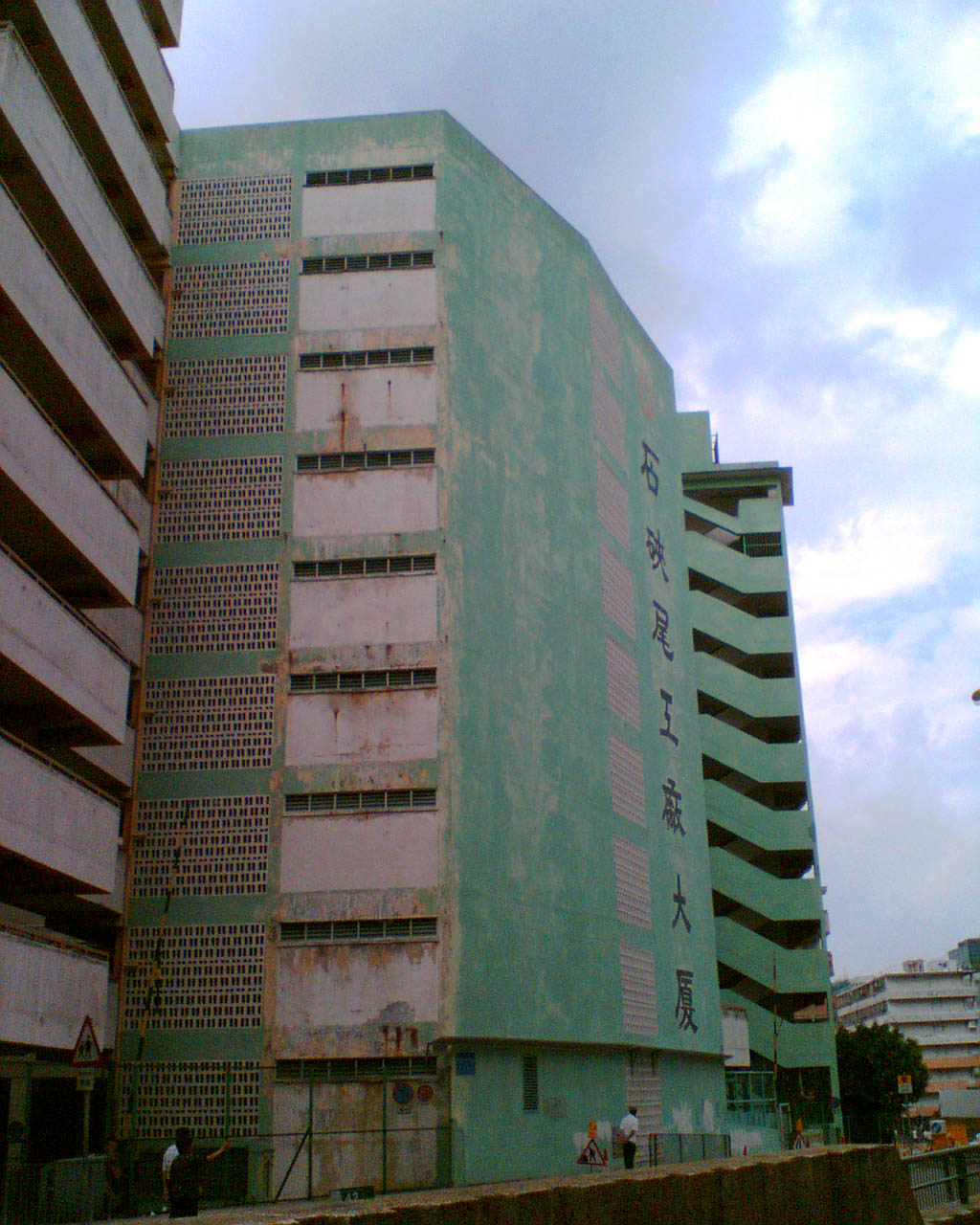
石硤尾工廠大廈（2006年8月）
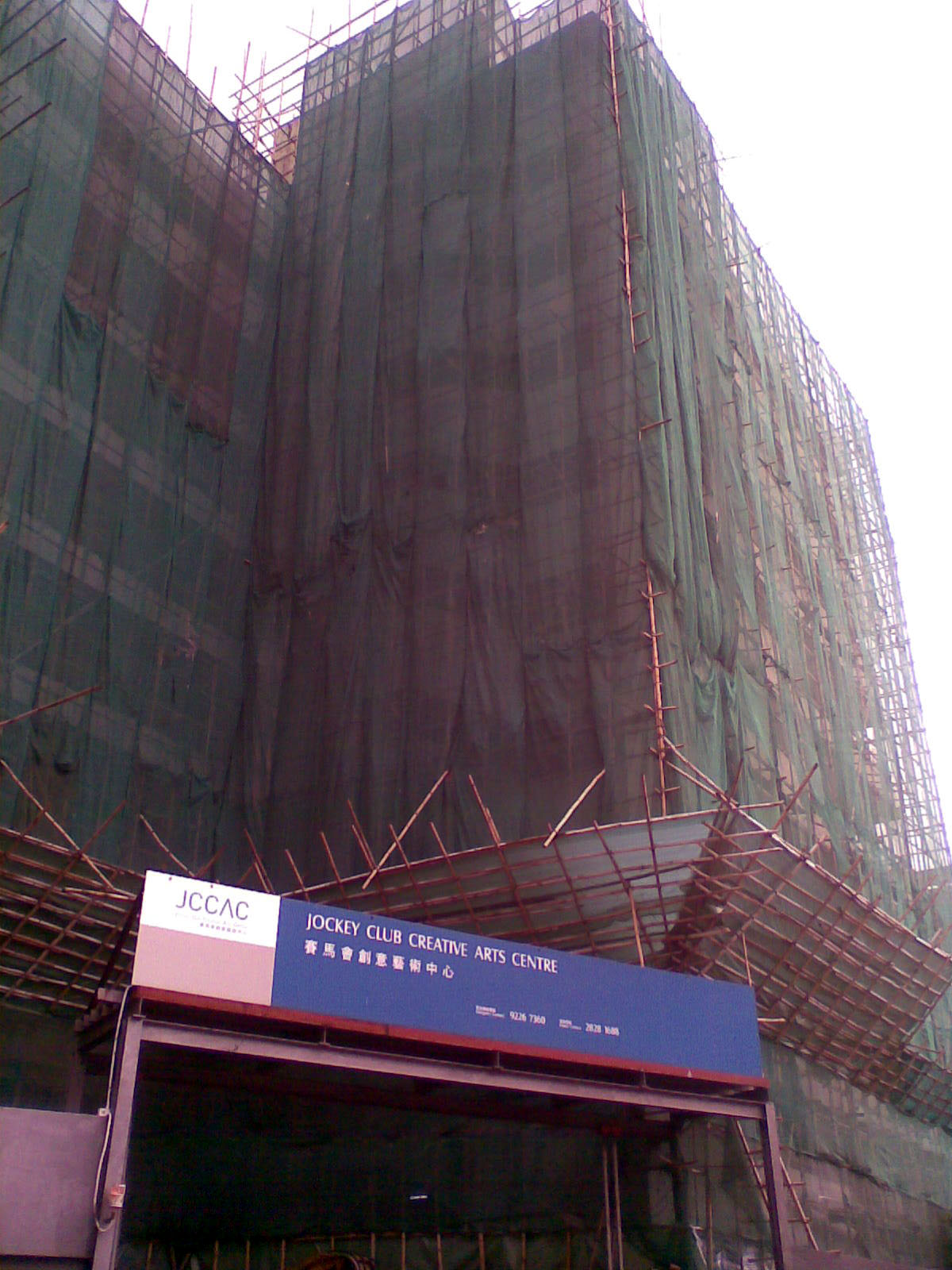
石硤尾工廠大廈（2007年9月）
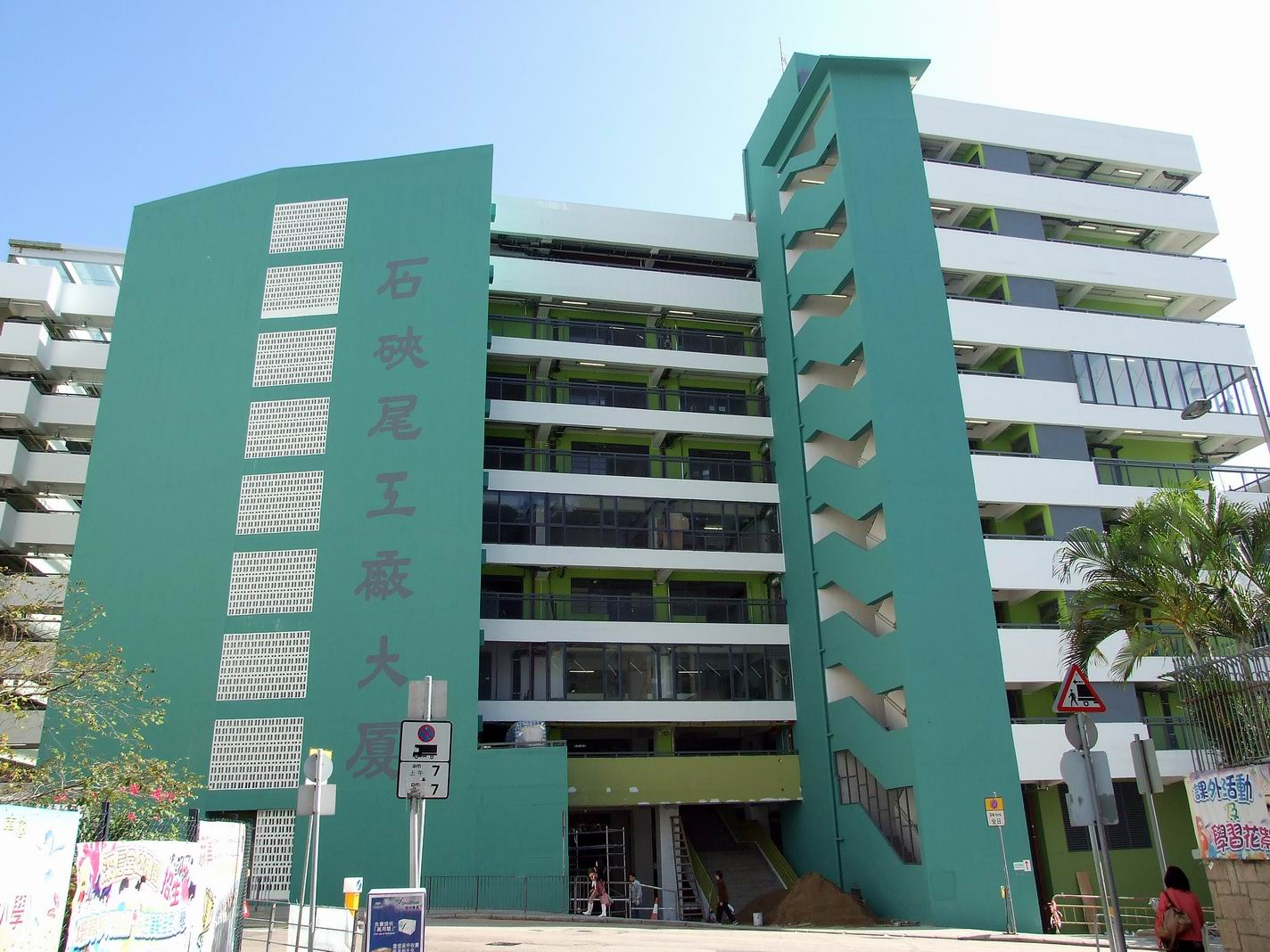
石硤尾工廠大廈（2008年1月）
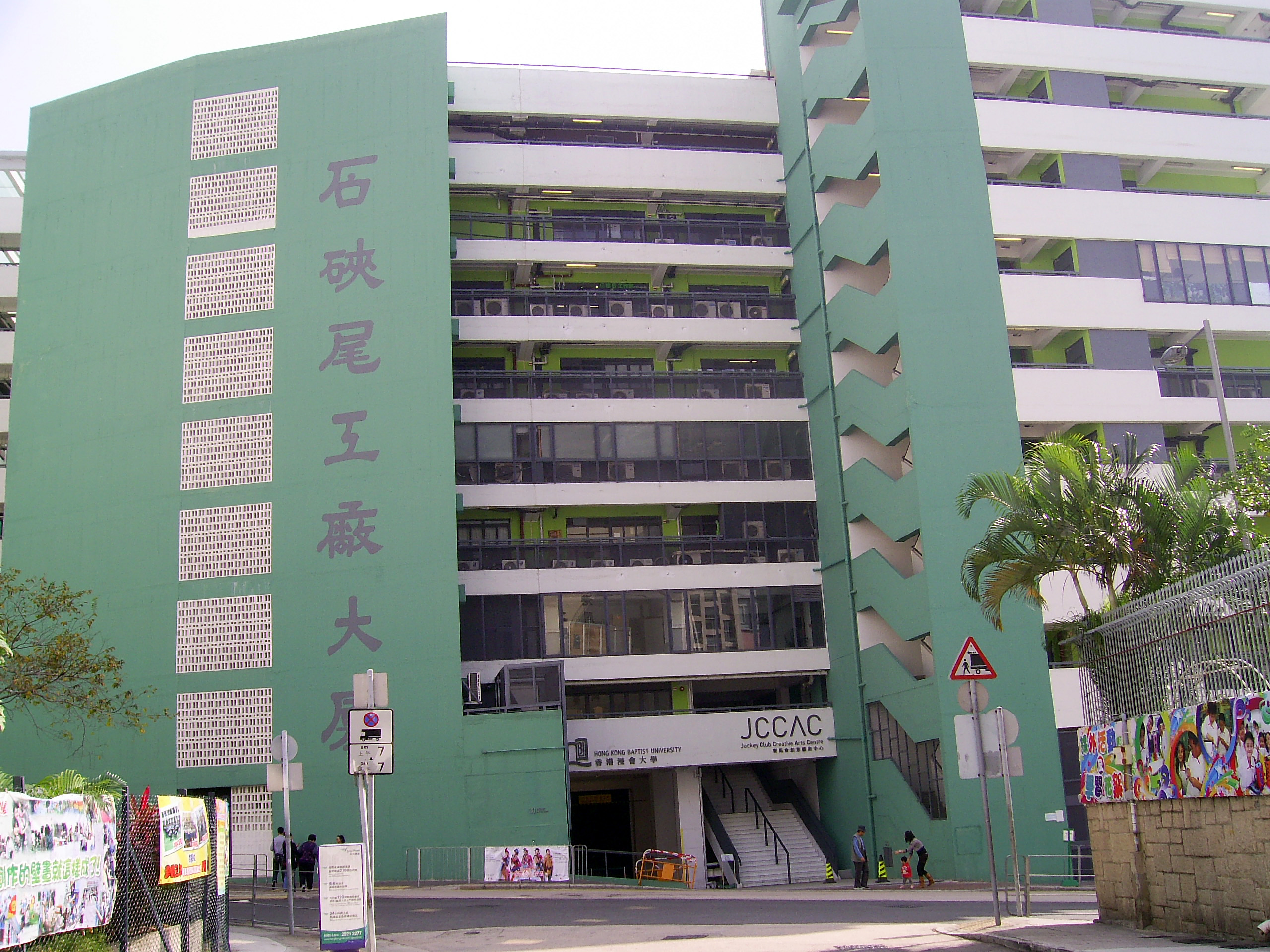
賽馬會創意藝術中心（2009年12月）

## 成立
2005年10月31日創意藝術中心由當時的民政事務局局長何志平主持啟動儀式。2006年11月創意藝術中心開始招租，2007年1月截止時接獲超額近5倍的申請，浸大藝術中心由522份承租申請中，甄選出112份，當中6份屬藝術機構租戶，88份屬藝術工作者或藝術團體租戶，其餘屬於藝術課程畢業生。